# エディソン・ヨルダノフ
エディソン・ヨルダノフ（Edisson Jordanov, 1993年6月8日 - ）は、ドイツ・ロストック出身のサッカー選手。KVCウェステルロー所属。ブルガリア代表。ポジションはミッドフィールダー。

## 経歴
ブルガリア人の父とドイツ人の母を持つ。
2013年5月31日、ボルシア・ドルトムントのセカンドチームと2年契約を結んだ。2013-14シーズンの冬の合宿では、監督のユルゲン・クロップによって評価された。
2021年7月7日、KVCウェステルローと2年契約を結んだ。

### 代表歴
年代別代表ではドイツ代表を選択していたが、2021年10月、ブルガリア代表に招集された。